# Dennis Müller (Model)
Dennis Müller (* 25. Mai 1980) war ein deutsches Model. Er war der Mister Germany von 2006 und der Nachfolger von Christian Vogler.

## Leben
Müller arbeitete als Drucker bei der Bundesdruckerei in Berlin.
Er wurde im März 2005 in Reinickendorf zum Mister Reinickendorf gewählt. Im Januar 2006 folgte in Berlin in den Gropius Passagen die Wahl zum Mister Berlin, was ihn zur Teilnahme an der Endwahl zum Mister Germany berechtigte.
Im Dezember 2006 wurde Müller im Van der Valk-Resort in Linstow, Kreis Güstrow, von einer 15-köpfigen Jury zum Mister Germany gewählt. Er erreichte in der Wertung 113 von 150 möglichen Punkten. Der Jury gehörten unter anderem der Vorjahressieger Christian Vogler, ein Einzelhandelskaufmann aus Uenglingen, und Ex-Fußballnational-Torwart Uli Stein an. Bei seiner Wahl zum Mister Germany gab Müller Reisen und Fitness als seine Hobbys an.
Im Anschluss erhielt Müller verschiedene Aufträge als Model, unter anderem 2007 für die Herrenlinie des Kosmetik- und Imagedesigners Marco Mannozzi.